# Tour cycliste féminin international de l'Ardèche 2017
La 15e édition du Tour cycliste féminin international de l'Ardèche a lieu du 5 au 10 septembre 2017. La course fait partie du calendrier UCI féminin en catégorie 2.2. Son parcours est très montagneux.
Le début de course ressemble à celui de l'année précédente. Les deux premières étapes sont remportées au sprint par Katarzyna Pawłowska. Le contre-la-montre individuel est gagné par Lauren Stephens, qui s'empare ainsi du maillot rose. Silvia Valsecchi fait le kilomètre l'après-midi afin de gagner l'étape. Sur la quatrième étape, Jessica Pratt et Annabelle Dreville s'échappent. La première se montre la plus rapide au sprint. Le lendemain, Lauren Stephens est victime d'une chute et perd beaucoup de temps. Hanna Nilsson et Lucy Kennedy se détachent sur la fin de parcours. Cette dernière remporte l'étape et devient la nouvelle leader du classement général. Le lendemain, elle conserve sa tunique tandis que Pauliena Rooijakkers gagne l'étape en solitaire. Hanna Nilsson est deuxième de l'épreuve et Leah Thomas troisième. Lucy Kennedy gagne le classement par points, Hanna Nilsson celui de la montagne, Leah Thomas le combiné, Nikola Noskova est la meilleure jeune, Alison Jackson s'impose comme l'année précédente au classement des sprints et la meilleure équipe est la sélection nationale australienne.

## Équipes
| Équipes féminines professionnelles (5)- BePink Cogeas - BTC City Ljubljana - Lares-Waowdeals Women Cycling Team - Parkhotel Valkenburg-Destil Cycling Team - Team Tibco-Silicon Valley Bank Équipes nationales (7)- Australie - Espagne - France - Pologne - Russie - Suisse - Thaïlande Équipe féminines amateur (3)- Bio Frais - Jos Feron - Swaboladies,nl Équipe régionale et de club- Centre mondial du cyclisme féminin |
| |

Celles non listées ci-dessus :
| Équipes amateures  | Équipes amateures | Équipes amateures |
| Nom de l'équipe    | Pays              | Code              |
| ------------------ | ----------------- | ----------------- |
| Team Crédit Mutuel | France            |                   |

| Équipes nationale et régionales | Équipes nationale et régionales | Équipes nationale et régionales |
| Nom de l'équipe                 | Pays                            | Code                            |
| ------------------------------- | ------------------------------- | ------------------------------- |
| Mixte Internationale            |                                 |                                 |
| YRDP                            |                                 |                                 |

## Étapes
| Étape      | Date     | Villes étapes                                   | type                        | Distance (km) | Vainqueur d'étape    | Leader du classement général |
| ---------- | -------- | ----------------------------------------------- | --------------------------- | ------------- | -------------------- | ---------------------------- |
| 1re étape  | 5 sept.  | Le Pouzin – Beauchastel                         | étape de montagne           | 98,4          | Katarzyna Pawłowska  | Katarzyna Pawłowska          |
| 2e étape   | 6 sept.  | Orange – Orange                                 | étape vallonnée             | 122,4         | Katarzyna Pawłowska  | Katarzyna Pawłowska          |
| 3e a étape | 7 sept.  | Malataverne – Malataverne                       | contre-la-montre individuel | 9,3           | Lauren Stephens      | Lauren Stephens              |
| 3e b étape | 7 sept.  | Montélimar – Cruas                              | étape vallonnée             | 89,5          | Silvia Valsecchi     | Lauren Stephens              |
| 4e étape   | 8 sept.  | Privas – Villeneuve-de-Berg                     | étape de montagne           | 129,2         | Jess Pratt           | Lauren Stephens              |
| 5e étape   | 9 sept.  | Saint-Sauveur-de-Montagut – Vernoux-en-Vivarais | étape de montagne           | 91,1          | Lucy Kennedy         | Lucy Kennedy                 |
| 6e étape   | 10 sept. | Mende – mont Lozère                             | étape de montagne           | 89,5          | Pauliena Rooijakkers | Lucy Kennedy                 |

## Déroulement de la course
Attention en raison du grand nombre d'équipes mixtes présentes sur l'épreuve, les équipes indiquées dans les classements sont incorrectes ou manquantes. Reportez-vous à la partie Liste des participantes pour avoir l'équipe correcte.

### 1reétape
À mi-étape, Nikola Noskova, Ramona Forchini et Alison Jackson s'échappent. Leur avance culmine à quarante secondes. Elles sont reprises après le troisième rush. La formation Bepink impose sa force collective dans les différents cols de la journée. Après le troisième rush Erica Magnaldi et Margarita Victoria García se détachent. Les deux sont reprises à un kilomètre de la ligne. L'étape se finit au sprint. Comme l'année précédente, Katarzyna Pawłowska fait parler sa pointe de vitesse et devance Nancy van den Burg et Nicole Hanselmann,.
| \| Classement de l'étape \| Classement de l'étape \| Classement de l'étape \| Classement de l'étape \| Classement de l'étape \| \| Coureuse \| Coureuse \| Pays \| Équipe \| Temps \| \| --------------------- \| --------------------- \| --------------------- \| ---------------------------------- \| --------------------- \| \| 1re \| Katarzyna Pawłowska \| Pologne \| Boels Dolmans \| 2 h 59 min 52 s \| \| 2e \| Nancy van der Burg \| Pays-Bas \| Jos Feron Lady Force \| + 0 s \| \| 3e \| Nicole Hanselmann \| Suisse \| Cervélo Bigla \| + 0 s \| \| 4e \| Corinna Lechner \| Allemagne \| BTC City Ljubljana \| + 0 s \| \| 5e \| Ramona Forchini \| Suisse \| \| + 0 s \| \| 6e \| Alison Jackson \| Canada \| BePink Cogeas \| + 0 s \| \| 7e \| Silvia Valsecchi \| Italie \| BePink Cogeas \| + 0 s \| \| 8e \| Lauren Stephens \| États-Unis \| Tibco-Silicon Valley Bank \| + 0 s \| \| 9e \| Greta Richioud \| France \| FDJ-Nouvelle Aquitaine-Futuroscope \| + 0 s \| \| 10e \| Martina Ritter \| Autriche \| Drops \| + 0 s \| |                     |            |                                    |                 |
| |                     |            |                                    |                 |
| Source : ProCyclingStats |                     |            |                                    |                 |
| Classement de l'étape |                     |            |                                    |                 |
| Coureuse | Coureuse            | Pays       | Équipe                             | Temps           |
| 1re | Katarzyna Pawłowska | Pologne    | Boels Dolmans                      | 2 h 59 min 52 s |
| 2e | Nancy van der Burg  | Pays-Bas   | Jos Feron Lady Force               | + 0 s           |
| 3e | Nicole Hanselmann   | Suisse     | Cervélo Bigla                      | + 0 s           |
| 4e | Corinna Lechner     | Allemagne  | BTC City Ljubljana                 | + 0 s           |
| 5e | Ramona Forchini     | Suisse     |                                    | + 0 s           |
| 6e | Alison Jackson      | Canada     | BePink Cogeas                      | + 0 s           |
| 7e | Silvia Valsecchi    | Italie     | BePink Cogeas                      | + 0 s           |
| 8e | Lauren Stephens     | États-Unis | Tibco-Silicon Valley Bank          | + 0 s           |
| 9e | Greta Richioud      | France     | FDJ-Nouvelle Aquitaine-Futuroscope | + 0 s           |
| 10e | Martina Ritter      | Autriche   | Drops                              | + 0 s           |

| \| Classement général \| Classement général \| Classement général \| Classement général \| Classement général \| \| Coureuse \| Coureuse \| Pays \| Équipe \| Temps \| \| ------------------ \| ------------------- \| ------------------ \| ---------------------------------- \| ------------------ \| \| 1re \| Katarzyna Pawłowska \| Pologne \| Boels Dolmans \| 2 h 59 min 52 s \| \| 2e \| Nancy van der Burg \| Pays-Bas \| Jos Feron Lady Force \| + 0 s \| \| 3e \| Nicole Hanselmann \| Suisse \| Cervélo Bigla \| + 0 s \| \| 4e \| Corinna Lechner \| Allemagne \| BTC City Ljubljana \| + 0 s \| \| 5e \| Ramona Forchini \| Suisse \| \| + 0 s \| \| 6e \| Alison Jackson \| Canada \| BePink Cogeas \| + 0 s \| \| 7e \| Silvia Valsecchi \| Italie \| BePink Cogeas \| + 0 s \| \| 8e \| Lauren Stephens \| États-Unis \| Tibco-Silicon Valley Bank \| + 0 s \| \| 9e \| Greta Richioud \| France \| FDJ-Nouvelle Aquitaine-Futuroscope \| + 0 s \| \| 10e \| Martina Ritter \| Autriche \| Drops \| + 0 s \| |                     |            |                                    |                 |
| |                     |            |                                    |                 |
| Source : ProCyclingStats |                     |            |                                    |                 |
| Classement général |                     |            |                                    |                 |
| Coureuse | Coureuse            | Pays       | Équipe                             | Temps           |
| 1re | Katarzyna Pawłowska | Pologne    | Boels Dolmans                      | 2 h 59 min 52 s |
| 2e | Nancy van der Burg  | Pays-Bas   | Jos Feron Lady Force               | + 0 s           |
| 3e | Nicole Hanselmann   | Suisse     | Cervélo Bigla                      | + 0 s           |
| 4e | Corinna Lechner     | Allemagne  | BTC City Ljubljana                 | + 0 s           |
| 5e | Ramona Forchini     | Suisse     |                                    | + 0 s           |
| 6e | Alison Jackson      | Canada     | BePink Cogeas                      | + 0 s           |
| 7e | Silvia Valsecchi    | Italie     | BePink Cogeas                      | + 0 s           |
| 8e | Lauren Stephens     | États-Unis | Tibco-Silicon Valley Bank          | + 0 s           |
| 9e | Greta Richioud      | France     | FDJ-Nouvelle Aquitaine-Futuroscope | + 0 s           |
| 10e | Martina Ritter      | Autriche   | Drops                              | + 0 s           |

### 2eétape
Maria Vittoria Sperotto gagnent les deux premiers sprints intermédiaires. Sur le col de la journée, Dani Christmas passe en tête. Toutefois, il n'y a pas vraiment d'échappée. L'étape se conclut comme la veille au sprint. Katarzyna Pawlowska y devance Maria Vittoria Sperotto et Shannon Malseed,.
| \| Classement de l'étape \| Classement de l'étape \| Classement de l'étape \| Classement de l'étape \| Classement de l'étape \| \| Coureuse \| Coureuse \| Pays \| Équipe \| Temps \| \| --------------------- \| ----------------------- \| --------------------- \| ---------------------------------- \| --------------------- \| \| 1re \| Katarzyna Pawłowska \| Pologne \| Boels Dolmans \| 3 h 30 min 43 s \| \| 2e \| Maria Vittoria Sperotto \| Italie \| BePink Cogeas \| + 0 s \| \| 3e \| Shannon Malseed \| Australie \| \| + 0 s \| \| 4e \| Laura Asencio \| France \| Bio Frais \| + 0 s \| \| 5e \| Lauren Stephens \| États-Unis \| Tibco-Silicon Valley Bank \| + 0 s \| \| 6e \| Urša Pintar \| Slovénie \| BTC City Ljubljana \| + 0 s \| \| 7e \| Alison Jackson \| Canada \| BePink Cogeas \| + 0 s \| \| 8e \| Hanna Solovey \| Ukraine \| Parkhotel Valkenburg-Destil \| + 0 s \| \| 9e \| Victorie Guilman \| France \| FDJ-Nouvelle Aquitaine-Futuroscope \| + 0 s \| \| 10e \| Nicole Hanselmann \| Suisse \| Cervélo Bigla \| + 0 s \| |                         |            |                                    |                 |
| |                         |            |                                    |                 |
| Source : ProCyclingStats |                         |            |                                    |                 |
| Classement de l'étape |                         |            |                                    |                 |
| Coureuse | Coureuse                | Pays       | Équipe                             | Temps           |
| 1re | Katarzyna Pawłowska     | Pologne    | Boels Dolmans                      | 3 h 30 min 43 s |
| 2e | Maria Vittoria Sperotto | Italie     | BePink Cogeas                      | + 0 s           |
| 3e | Shannon Malseed         | Australie  |                                    | + 0 s           |
| 4e | Laura Asencio           | France     | Bio Frais                          | + 0 s           |
| 5e | Lauren Stephens         | États-Unis | Tibco-Silicon Valley Bank          | + 0 s           |
| 6e | Urša Pintar             | Slovénie   | BTC City Ljubljana                 | + 0 s           |
| 7e | Alison Jackson          | Canada     | BePink Cogeas                      | + 0 s           |
| 8e | Hanna Solovey           | Ukraine    | Parkhotel Valkenburg-Destil        | + 0 s           |
| 9e | Victorie Guilman        | France     | FDJ-Nouvelle Aquitaine-Futuroscope | + 0 s           |
| 10e | Nicole Hanselmann       | Suisse     | Cervélo Bigla                      | + 0 s           |

| \| Classement général \| Classement général \| Classement général \| Classement général \| Classement général \| \| Coureuse \| Coureuse \| Pays \| Équipe \| Temps \| \| ------------------ \| ------------------- \| ------------------ \| ---------------------------------- \| ------------------ \| \| 1re \| Katarzyna Pawłowska \| Pologne \| Boels Dolmans \| 6 h 30 min 35 s \| \| 2e \| Lauren Stephens \| États-Unis \| Tibco-Silicon Valley Bank \| + 0 s \| \| 3e \| Alison Jackson \| Canada \| BePink Cogeas \| + 0 s \| \| 4e \| Nicole Hanselmann \| Suisse \| Cervélo Bigla \| + 0 s \| \| 5e \| Urša Pintar \| Slovénie \| BTC City Ljubljana \| + 0 s \| \| 6e \| Ramona Forchini \| Suisse \| \| + 0 s \| \| 7e \| Hanna Solovey \| Ukraine \| Parkhotel Valkenburg-Destil \| + 0 s \| \| 8e \| Nancy van der Burg \| Pays-Bas \| Jos Feron Lady Force \| + 0 s \| \| 9e \| Shannon Malseed \| Australie \| \| + 0 s \| \| 10e \| Greta Richioud \| France \| FDJ-Nouvelle Aquitaine-Futuroscope \| + 0 s \| |                     |            |                                    |                 |
| |                     |            |                                    |                 |
| Source : ProCyclingStats |                     |            |                                    |                 |
| Classement général |                     |            |                                    |                 |
| Coureuse | Coureuse            | Pays       | Équipe                             | Temps           |
| 1re | Katarzyna Pawłowska | Pologne    | Boels Dolmans                      | 6 h 30 min 35 s |
| 2e | Lauren Stephens     | États-Unis | Tibco-Silicon Valley Bank          | + 0 s           |
| 3e | Alison Jackson      | Canada     | BePink Cogeas                      | + 0 s           |
| 4e | Nicole Hanselmann   | Suisse     | Cervélo Bigla                      | + 0 s           |
| 5e | Urša Pintar         | Slovénie   | BTC City Ljubljana                 | + 0 s           |
| 6e | Ramona Forchini     | Suisse     |                                    | + 0 s           |
| 7e | Hanna Solovey       | Ukraine    | Parkhotel Valkenburg-Destil        | + 0 s           |
| 8e | Nancy van der Burg  | Pays-Bas   | Jos Feron Lady Force               | + 0 s           |
| 9e | Shannon Malseed     | Australie  |                                    | + 0 s           |
| 10e | Greta Richioud      | France     | FDJ-Nouvelle Aquitaine-Futuroscope | + 0 s           |

### 3eétape, secteur a
Sur le contre-la-montre, Lauren Stephens s'impose comme l'année passée.
| \| Classement de l'étape \| Classement de l'étape \| Classement de l'étape \| Classement de l'étape \| Classement de l'étape \| \| Coureuse \| Coureuse \| Pays \| Équipe \| Temps \| \| --------------------- \| --------------------- \| --------------------- \| --------------------------- \| --------------------- \| \| 1re \| Lauren Stephens \| États-Unis \| Tibco-Silicon Valley Bank \| 15 min 13 s \| \| 2e \| Leah Thomas \| États-Unis \| Sho-Air Twenty20 \| + 8 s \| \| 3e \| Rachel Neylan \| Australie \| Orica-Scott \| + 22 s \| \| 4e \| Katarzyna Pawłowska \| Pologne \| Boels Dolmans \| + 23 s \| \| 5e \| Silvia Valsecchi \| Italie \| BePink Cogeas \| + 26 s \| \| 6e \| Lucy Kennedy \| Australie \| High5 Dream Team \| + 27 s \| \| 7e \| Kathryn Buss \| États-Unis \| Tibco-Silicon Valley Bank \| + 33 s \| \| 8e \| Martina Ritter \| Autriche \| Drops \| + 36 s \| \| 9e \| Ramona Forchini \| Suisse \| \| + 38 s \| \| 10e \| Nina Buysman \| Pays-Bas \| Parkhotel Valkenburg-Destil \| + 43 s \| |                     |            |                             |             |
| |                     |            |                             |             |
| Source : ProCyclingStats |                     |            |                             |             |
| Classement de l'étape |                     |            |                             |             |
| Coureuse | Coureuse            | Pays       | Équipe                      | Temps       |
| 1re | Lauren Stephens     | États-Unis | Tibco-Silicon Valley Bank   | 15 min 13 s |
| 2e | Leah Thomas         | États-Unis | Sho-Air Twenty20            | + 8 s       |
| 3e | Rachel Neylan       | Australie  | Orica-Scott                 | + 22 s      |
| 4e | Katarzyna Pawłowska | Pologne    | Boels Dolmans               | + 23 s      |
| 5e | Silvia Valsecchi    | Italie     | BePink Cogeas               | + 26 s      |
| 6e | Lucy Kennedy        | Australie  | High5 Dream Team            | + 27 s      |
| 7e | Kathryn Buss        | États-Unis | Tibco-Silicon Valley Bank   | + 33 s      |
| 8e | Martina Ritter      | Autriche   | Drops                       | + 36 s      |
| 9e | Ramona Forchini     | Suisse     |                             | + 38 s      |
| 10e | Nina Buysman        | Pays-Bas   | Parkhotel Valkenburg-Destil | + 43 s      |

| \| Classement général \| Classement général \| Classement général \| Classement général \| Classement général \| \| Coureuse \| Coureuse \| Pays \| Équipe \| Temps \| \| ------------------ \| ------------------- \| ------------------ \| ------------------------- \| ------------------ \| \| 1re \| Lauren Stephens \| États-Unis \| Tibco-Silicon Valley Bank \| 6 h 45 min 48 s \| \| 2e \| Leah Thomas \| États-Unis \| Sho-Air Twenty20 \| + 8 s \| \| 3e \| Rachel Neylan \| Australie \| Orica-Scott \| + 22 s \| \| 4e \| Katarzyna Pawłowska \| Pologne \| Boels Dolmans \| + 23 s \| \| 5e \| Silvia Valsecchi \| Italie \| BePink Cogeas \| + 26 s \| \| 6e \| Lucy Kennedy \| Australie \| High5 Dream Team \| + 27 s \| \| 7e \| Kathryn Buss \| États-Unis \| Tibco-Silicon Valley Bank \| + 33 s \| \| 8e \| Martina Ritter \| Autriche \| Drops \| + 36 s \| \| 9e \| Ramona Forchini \| Suisse \| \| + 38 s \| \| 10e \| Kathrin Hammes \| Allemagne \| Tibco-Silicon Valley Bank \| + 49 s \| |                     |            |                           |                 |
| |                     |            |                           |                 |
| Source : ProCyclingStats |                     |            |                           |                 |
| Classement général |                     |            |                           |                 |
| Coureuse | Coureuse            | Pays       | Équipe                    | Temps           |
| 1re | Lauren Stephens     | États-Unis | Tibco-Silicon Valley Bank | 6 h 45 min 48 s |
| 2e | Leah Thomas         | États-Unis | Sho-Air Twenty20          | + 8 s           |
| 3e | Rachel Neylan       | Australie  | Orica-Scott               | + 22 s          |
| 4e | Katarzyna Pawłowska | Pologne    | Boels Dolmans             | + 23 s          |
| 5e | Silvia Valsecchi    | Italie     | BePink Cogeas             | + 26 s          |
| 6e | Lucy Kennedy        | Australie  | High5 Dream Team          | + 27 s          |
| 7e | Kathryn Buss        | États-Unis | Tibco-Silicon Valley Bank | + 33 s          |
| 8e | Martina Ritter      | Autriche   | Drops                     | + 36 s          |
| 9e | Ramona Forchini     | Suisse     |                           | + 38 s          |
| 10e | Kathrin Hammes      | Allemagne  | Tibco-Silicon Valley Bank | + 49 s          |

### 3eétape, secteur b
Le vent décourage les tentatives échappées. Au kilomètre vingt-cinq, Bérangère Staelens part quelques kilomètres seule. Dans l'ascension vers Sceautres, Marjolaine Bazin attaque. Elle est rapidement reprise par un groupe d'une trentaine de coureuses. À deux kilomètres de l'arrivée, Silvia Valsecchi part seule. Grâce à ses qualités de rouleuse, elle résiste au peloton jusqu'à l'arrivée. Cela lui permet de remonter à la troisième place du classement général. Derrière, Katarzyna Pawlowska prouve une nouvelle fois qu'elle est la plus rapide sur ce Tour de l'Ardèche en réglant le peloton,.
| \| Classement de l'étape \| Classement de l'étape \| Classement de l'étape \| Classement de l'étape \| Classement de l'étape \| \| Coureuse \| Coureuse \| Pays \| Équipe \| Temps \| \| --------------------- \| ----------------------- \| --------------------- \| --------------------------- \| --------------------- \| \| 1re \| Silvia Valsecchi \| Italie \| BePink Cogeas \| 2 h 41 min 57 s \| \| 2e \| Katarzyna Pawłowska \| Pologne \| Boels Dolmans \| + 7 s \| \| 3e \| Alison Jackson \| Canada \| BePink Cogeas \| + 7 s \| \| 4e \| Hanna Solovey \| Ukraine \| Parkhotel Valkenburg-Destil \| + 7 s \| \| 5e \| Jess Pratt \| Australie \| High5 Dream Team \| + 7 s \| \| 6e \| Henrietta Colborne \| Royaume-Uni \| \| + 7 s \| \| 7e \| Elizaveta Oshurkova \| Russie \| \| + 7 s \| \| 8e \| Nina Buysman \| Pays-Bas \| Parkhotel Valkenburg-Destil \| + 7 s \| \| 9e \| Maria Vittoria Sperotto \| Italie \| BePink Cogeas \| + 7 s \| \| 10e \| Maëlle Grossetête \| France \| \| + 7 s \| |                         |             |                             |                 |
| |                         |             |                             |                 |
| Source : ProCyclingStats |                         |             |                             |                 |
| Classement de l'étape |                         |             |                             |                 |
| Coureuse | Coureuse                | Pays        | Équipe                      | Temps           |
| 1re | Silvia Valsecchi        | Italie      | BePink Cogeas               | 2 h 41 min 57 s |
| 2e | Katarzyna Pawłowska     | Pologne     | Boels Dolmans               | + 7 s           |
| 3e | Alison Jackson          | Canada      | BePink Cogeas               | + 7 s           |
| 4e | Hanna Solovey           | Ukraine     | Parkhotel Valkenburg-Destil | + 7 s           |
| 5e | Jess Pratt              | Australie   | High5 Dream Team            | + 7 s           |
| 6e | Henrietta Colborne      | Royaume-Uni |                             | + 7 s           |
| 7e | Elizaveta Oshurkova     | Russie      |                             | + 7 s           |
| 8e | Nina Buysman            | Pays-Bas    | Parkhotel Valkenburg-Destil | + 7 s           |
| 9e | Maria Vittoria Sperotto | Italie      | BePink Cogeas               | + 7 s           |
| 10e | Maëlle Grossetête       | France      |                             | + 7 s           |

| \| Classement général \| Classement général \| Classement général \| Classement général \| Classement général \| \| Coureuse \| Coureuse \| Pays \| Équipe \| Temps \| \| ------------------ \| ------------------- \| ------------------ \| ------------------------- \| ------------------ \| \| 1re \| Lauren Stephens \| États-Unis \| Tibco-Silicon Valley Bank \| 9 h 27 min 52 s \| \| 2e \| Leah Thomas \| États-Unis \| Sho-Air Twenty20 \| + 8 s \| \| 3e \| Silvia Valsecchi \| Italie \| BePink Cogeas \| + 19 s \| \| 4e \| Rachel Neylan \| Australie \| Orica-Scott \| + 22 s \| \| 5e \| Katarzyna Pawłowska \| Pologne \| Boels Dolmans \| + 23 s \| \| 6e \| Martina Ritter \| Autriche \| Drops \| + 36 s \| \| 7e \| Lucy Kennedy \| Australie \| High5 Dream Team \| + 36 s \| \| 8e \| Ramona Forchini \| Suisse \| \| + 45 s \| \| 9e \| Kathryn Buss \| États-Unis \| Tibco-Silicon Valley Bank \| + 46 s \| \| 10e \| Kathrin Hammes \| Allemagne \| Tibco-Silicon Valley Bank \| + 49 s \| |                     |            |                           |                 |
| |                     |            |                           |                 |
| Source : ProCyclingStats |                     |            |                           |                 |
| Classement général |                     |            |                           |                 |
| Coureuse | Coureuse            | Pays       | Équipe                    | Temps           |
| 1re | Lauren Stephens     | États-Unis | Tibco-Silicon Valley Bank | 9 h 27 min 52 s |
| 2e | Leah Thomas         | États-Unis | Sho-Air Twenty20          | + 8 s           |
| 3e | Silvia Valsecchi    | Italie     | BePink Cogeas             | + 19 s          |
| 4e | Rachel Neylan       | Australie  | Orica-Scott               | + 22 s          |
| 5e | Katarzyna Pawłowska | Pologne    | Boels Dolmans             | + 23 s          |
| 6e | Martina Ritter      | Autriche   | Drops                     | + 36 s          |
| 7e | Lucy Kennedy        | Australie  | High5 Dream Team          | + 36 s          |
| 8e | Ramona Forchini     | Suisse     |                           | + 45 s          |
| 9e | Kathryn Buss        | États-Unis | Tibco-Silicon Valley Bank | + 46 s          |
| 10e | Kathrin Hammes      | Allemagne  | Tibco-Silicon Valley Bank | + 49 s          |

### 4eétape
L'étape comporte pas moins de trois cols avec celui de Chaumel, de Montivernoux et de la Croix-de-Millet. Marjolaine Bazin, Nancy van der Burg et Maria Vittoria Sperotto placent des attaques, mais sans succès. À vingt-cinq kilomètres de l'arrivée, Jessica Pratt et Annabelle Dreville partent. Elle se dispute la victoire au sprint et l'Australienne se montre plus rapide. Elles passent la ligne avec deux minutes d'avance sur la ligne sur Lucy Kennedy. Annebelle Dreville remonte dans même seconde que Lauren Stephens au classement général qui conserve toutefois son maillot de leader du classement général,.
| \| Classement de l'étape \| Classement de l'étape \| Classement de l'étape \| Classement de l'étape \| Classement de l'étape \| \| Coureuse \| Coureuse \| Pays \| Équipe \| Temps \| \| --------------------- \| --------------------- \| --------------------- \| ---------------------------------- \| --------------------- \| \| 1re \| Jess Pratt \| Australie \| High5 Dream Team \| 3 h 55 min 32 s \| \| 2e \| Anabelle Dreville \| France \| FDJ-Nouvelle Aquitaine-Futuroscope \| + 0 s \| \| 3e \| Lucy Kennedy \| Australie \| High5 Dream Team \| + 1 min 57 s \| \| 4e \| Martina Ritter \| Autriche \| Drops \| + 2 min 00 s \| \| 5e \| Grace Brown \| Australie \| Holden Team Gusto racing \| + 2 min 00 s \| \| 6e \| Sara Poidevin \| Canada \| Rally Cycling \| + 2 min 00 s \| \| 7e \| Rachel Neylan \| Australie \| Orica-Scott \| + 2 min 00 s \| \| 8e \| Mavi García \| Espagne \| Bizkaia-Durango \| + 2 min 00 s \| \| 9e \| Hanna Solovey \| Ukraine \| Parkhotel Valkenburg-Destil \| + 2 min 00 s \| \| 10e \| Leah Thomas \| États-Unis \| Sho-Air Twenty20 \| + 2 min 00 s \| |                   |            |                                    |                 |
| |                   |            |                                    |                 |
| Source : ProCyclingStats |                   |            |                                    |                 |
| Classement de l'étape |                   |            |                                    |                 |
| Coureuse | Coureuse          | Pays       | Équipe                             | Temps           |
| 1re | Jess Pratt        | Australie  | High5 Dream Team                   | 3 h 55 min 32 s |
| 2e | Anabelle Dreville | France     | FDJ-Nouvelle Aquitaine-Futuroscope | + 0 s           |
| 3e | Lucy Kennedy      | Australie  | High5 Dream Team                   | + 1 min 57 s    |
| 4e | Martina Ritter    | Autriche   | Drops                              | + 2 min 00 s    |
| 5e | Grace Brown       | Australie  | Holden Team Gusto racing           | + 2 min 00 s    |
| 6e | Sara Poidevin     | Canada     | Rally Cycling                      | + 2 min 00 s    |
| 7e | Rachel Neylan     | Australie  | Orica-Scott                        | + 2 min 00 s    |
| 8e | Mavi García       | Espagne    | Bizkaia-Durango                    | + 2 min 00 s    |
| 9e | Hanna Solovey     | Ukraine    | Parkhotel Valkenburg-Destil        | + 2 min 00 s    |
| 10e | Leah Thomas       | États-Unis | Sho-Air Twenty20                   | + 2 min 00 s    |

| \| Classement général \| Classement général \| Classement général \| Classement général \| Classement général \| \| Coureuse \| Coureuse \| Pays \| Équipe \| Temps \| \| ------------------ \| ------------------- \| ------------------ \| ---------------------------------- \| ------------------ \| \| 1re \| Lauren Stephens \| États-Unis \| Tibco-Silicon Valley Bank \| 13 h 25 min 24 s \| \| 2e \| Anabelle Dreville \| France \| FDJ-Nouvelle Aquitaine-Futuroscope \| + 0 s \| \| 3e \| Leah Thomas \| États-Unis \| Sho-Air Twenty20 \| + 8 s \| \| 4e \| Rachel Neylan \| Australie \| Orica-Scott \| + 22 s \| \| 5e \| Lucy Kennedy \| Australie \| High5 Dream Team \| + 33 s \| \| 6e \| Martina Ritter \| Autriche \| Drops \| + 36 s \| \| 7e \| Jess Pratt \| Australie \| High5 Dream Team \| + 38 s \| \| 8e \| Katarzyna Pawłowska \| Pologne \| Boels Dolmans \| + 45 s \| \| 9e \| Silvia Valsecchi \| Italie \| BePink Cogeas \| + 55 s \| \| 10e \| Hanna Solovey \| Ukraine \| Parkhotel Valkenburg-Destil \| + 56 s \| |                     |            |                                    |                  |
| |                     |            |                                    |                  |
| Source : ProCyclingStats |                     |            |                                    |                  |
| Classement général |                     |            |                                    |                  |
| Coureuse | Coureuse            | Pays       | Équipe                             | Temps            |
| 1re | Lauren Stephens     | États-Unis | Tibco-Silicon Valley Bank          | 13 h 25 min 24 s |
| 2e | Anabelle Dreville   | France     | FDJ-Nouvelle Aquitaine-Futuroscope | + 0 s            |
| 3e | Leah Thomas         | États-Unis | Sho-Air Twenty20                   | + 8 s            |
| 4e | Rachel Neylan       | Australie  | Orica-Scott                        | + 22 s           |
| 5e | Lucy Kennedy        | Australie  | High5 Dream Team                   | + 33 s           |
| 6e | Martina Ritter      | Autriche   | Drops                              | + 36 s           |
| 7e | Jess Pratt          | Australie  | High5 Dream Team                   | + 38 s           |
| 8e | Katarzyna Pawłowska | Pologne    | Boels Dolmans                      | + 45 s           |
| 9e | Silvia Valsecchi    | Italie     | BePink Cogeas                      | + 55 s           |
| 10e | Hanna Solovey       | Ukraine    | Parkhotel Valkenburg-Destil        | + 56 s           |

### 5eétape
La météo est pluvieuse. Le départ de course est rapide et elles ne sont déjà plus que vingt-cinq coureuses au début du deuxième grand-prix de la montagne de la journée. Grace Brown passe au sommet en tête. Elle est ensuite rejointe par Nicole Hanselmann et Sara Poidevin. Lauren Stephens chute, ce qui la met en difficulté. À soixante-cinq kilomètres de l'arrivée, un regroupement général s'opère. Greta Richioud s'échappe un bref instant. Elles sont quinze coureuses en tête. Sur la dernière montée, le Serre-Mure, Hanna Nilsson attaque. Elle est suivie par Lucy Kennedy. Elles se disputent la victoire au sprint et Lucy Kennedy devance Hanna Nilsson d'une roue. Elle prend la tête du classement général,.
| \| Classement de l'étape \| Classement de l'étape \| Classement de l'étape \| Classement de l'étape \| Classement de l'étape \| \| Coureuse \| Coureuse \| Pays \| Équipe \| Temps \| \| --------------------- \| --------------------- \| --------------------- \| --------------------------- \| --------------------- \| \| 1re \| Lucy Kennedy \| Australie \| High5 Dream Team \| 2 h 52 min 07 s \| \| 2e \| Hanna Nilsson \| Suède \| BTC City Ljubljana \| + 0 s \| \| 3e \| Hanna Solovey \| Ukraine \| Parkhotel Valkenburg-Destil \| + 1 min 25 s \| \| 4e \| Martina Ritter \| Autriche \| Drops \| + 1 min 25 s \| \| 5e \| Mavi García \| Espagne \| Bizkaia-Durango \| + 1 min 25 s \| \| 6e \| Rachel Neylan \| Australie \| Orica-Scott \| + 1 min 25 s \| \| 7e \| Leah Thomas \| États-Unis \| Sho-Air Twenty20 \| + 1 min 25 s \| \| 8e \| Nikola Nosková \| Tchéquie \| BePink Cogeas \| + 1 min 25 s \| \| 9e \| Flávia Oliveira \| Brésil \| Lares-Waowdeals Women \| + 1 min 28 s \| \| 10e \| Sara Poidevin \| Canada \| Rally Cycling \| + 1 min 29 s \| |                 |            |                             |                 |
| |                 |            |                             |                 |
| Source : ProCyclingStats |                 |            |                             |                 |
| Classement de l'étape |                 |            |                             |                 |
| Coureuse | Coureuse        | Pays       | Équipe                      | Temps           |
| 1re | Lucy Kennedy    | Australie  | High5 Dream Team            | 2 h 52 min 07 s |
| 2e | Hanna Nilsson   | Suède      | BTC City Ljubljana          | + 0 s           |
| 3e | Hanna Solovey   | Ukraine    | Parkhotel Valkenburg-Destil | + 1 min 25 s    |
| 4e | Martina Ritter  | Autriche   | Drops                       | + 1 min 25 s    |
| 5e | Mavi García     | Espagne    | Bizkaia-Durango             | + 1 min 25 s    |
| 6e | Rachel Neylan   | Australie  | Orica-Scott                 | + 1 min 25 s    |
| 7e | Leah Thomas     | États-Unis | Sho-Air Twenty20            | + 1 min 25 s    |
| 8e | Nikola Nosková  | Tchéquie   | BePink Cogeas               | + 1 min 25 s    |
| 9e | Flávia Oliveira | Brésil     | Lares-Waowdeals Women       | + 1 min 28 s    |
| 10e | Sara Poidevin   | Canada     | Rally Cycling               | + 1 min 29 s    |

| \| Classement général \| Classement général \| Classement général \| Classement général \| Classement général \| \| Coureuse \| Coureuse \| Pays \| Équipe \| Temps \| \| ------------------ \| ------------------ \| ------------------ \| --------------------------- \| ------------------ \| \| 1re \| Lucy Kennedy \| Australie \| High5 Dream Team \| 16 h 18 min 04 s \| \| 2e \| Hanna Nilsson \| Suède \| BTC City Ljubljana \| + 29 s \| \| 3e \| Leah Thomas \| États-Unis \| Sho-Air Twenty20 \| + 1 min 00 s \| \| 4e \| Rachel Neylan \| Australie \| Orica-Scott \| + 1 min 14 s \| \| 5e \| Martina Ritter \| Autriche \| Drops \| + 1 min 28 s \| \| 6e \| Hanna Solovey \| Ukraine \| Parkhotel Valkenburg-Destil \| + 1 min 48 s \| \| 7e \| Mavi García \| Espagne \| Bizkaia-Durango \| + 1 min 51 s \| \| 8e \| Nikola Nosková \| Tchéquie \| BePink Cogeas \| + 2 min 28 s \| \| 9e \| Sara Poidevin \| Canada \| Rally Cycling \| + 2 min 50 s \| \| 10e \| Flávia Oliveira \| Brésil \| Lares-Waowdeals Women \| + 2 min 53 s \| |                 |            |                             |                  |
| |                 |            |                             |                  |
| Source : ProCyclingStats |                 |            |                             |                  |
| Classement général |                 |            |                             |                  |
| Coureuse | Coureuse        | Pays       | Équipe                      | Temps            |
| 1re | Lucy Kennedy    | Australie  | High5 Dream Team            | 16 h 18 min 04 s |
| 2e | Hanna Nilsson   | Suède      | BTC City Ljubljana          | + 29 s           |
| 3e | Leah Thomas     | États-Unis | Sho-Air Twenty20            | + 1 min 00 s     |
| 4e | Rachel Neylan   | Australie  | Orica-Scott                 | + 1 min 14 s     |
| 5e | Martina Ritter  | Autriche   | Drops                       | + 1 min 28 s     |
| 6e | Hanna Solovey   | Ukraine    | Parkhotel Valkenburg-Destil | + 1 min 48 s     |
| 7e | Mavi García     | Espagne    | Bizkaia-Durango             | + 1 min 51 s     |
| 8e | Nikola Nosková  | Tchéquie   | BePink Cogeas               | + 2 min 28 s     |
| 9e | Sara Poidevin   | Canada     | Rally Cycling               | + 2 min 50 s     |
| 10e | Flávia Oliveira | Brésil     | Lares-Waowdeals Women       | + 2 min 53 s     |

### 6eétape
La formation australienne contrôle la course sur cette dernière étape. Après qu'Hanna Nilsson a pris les points sur le premier grimpeur, Flavia Oliveira attaque avec quatre autres coureuses. Elles sont reprises au kilomètre trente-cinq. Pauliena Rooijakkers accélère en fin d'étape. Elle passe au sommet du quatrième col de la journée avec plus de quatre minutes d'avance sur peloton. Elle passe finalement la ligne cinq minutes avant le peloton. Lucy Kennedy est deuxième de l'étape et remporte le classement général,.
| \| Classement de l'étape \| Classement de l'étape \| Classement de l'étape \| Classement de l'étape \| Classement de l'étape \| \| Coureuse \| Coureuse \| Pays \| Équipe \| Temps \| \| --------------------- \| --------------------- \| --------------------- \| --------------------------- \| --------------------- \| \| 1re \| Pauliena Rooijakkers \| Pays-Bas \| Parkhotel Valkenburg-Destil \| 2 h 59 min 30 s \| \| 2e \| Lucy Kennedy \| Australie \| High5 Dream Team \| + 2 min 30 s \| \| 3e \| Hanna Nilsson \| Suède \| BTC City Ljubljana \| + 2 min 31 s \| \| 4e \| Sara Poidevin \| Canada \| Rally Cycling \| + 2 min 36 s \| \| 5e \| Nikola Nosková \| Tchéquie \| BePink Cogeas \| + 2 min 40 s \| \| 6e \| Mavi García \| Espagne \| Bizkaia-Durango \| + 2 min 45 s \| \| 7e \| Martina Ritter \| Autriche \| Drops \| + 2 min 45 s \| \| 8e \| Leah Thomas \| États-Unis \| Sho-Air Twenty20 \| + 2 min 45 s \| \| 9e \| Hanna Solovey \| Ukraine \| Parkhotel Valkenburg-Destil \| + 3 min 41 s \| \| 10e \| Agua Marina Espínola \| Paraguay \| \| + 3 min 41 s \| |                      |            |                             |                 |
| |                      |            |                             |                 |
| Source : ProCyclingStats |                      |            |                             |                 |
| Classement de l'étape |                      |            |                             |                 |
| Coureuse | Coureuse             | Pays       | Équipe                      | Temps           |
| 1re | Pauliena Rooijakkers | Pays-Bas   | Parkhotel Valkenburg-Destil | 2 h 59 min 30 s |
| 2e | Lucy Kennedy         | Australie  | High5 Dream Team            | + 2 min 30 s    |
| 3e | Hanna Nilsson        | Suède      | BTC City Ljubljana          | + 2 min 31 s    |
| 4e | Sara Poidevin        | Canada     | Rally Cycling               | + 2 min 36 s    |
| 5e | Nikola Nosková       | Tchéquie   | BePink Cogeas               | + 2 min 40 s    |
| 6e | Mavi García          | Espagne    | Bizkaia-Durango             | + 2 min 45 s    |
| 7e | Martina Ritter       | Autriche   | Drops                       | + 2 min 45 s    |
| 8e | Leah Thomas          | États-Unis | Sho-Air Twenty20            | + 2 min 45 s    |
| 9e | Hanna Solovey        | Ukraine    | Parkhotel Valkenburg-Destil | + 3 min 41 s    |
| 10e | Agua Marina Espínola | Paraguay   |                             | + 3 min 41 s    |

## Classements finals

### Classement général final
| \| Classement général \| Classement général \| Classement général \| Classement général \| Classement général \| \| Coureuse \| Coureuse \| Pays \| Équipe \| Temps \| \| ------------------ \| ------------------ \| ------------------ \| --------------------------- \| ------------------ \| \| 1re \| Lucy Kennedy \| Australie \| High5 Dream Team \| 19 h 20 min 04 s \| \| 2e \| Hanna Nilsson \| Suède \| BTC City Ljubljana \| + 30 s \| \| 3e \| Leah Thomas \| États-Unis \| Sho-Air Twenty20 \| + 1 min 15 s \| \| 4e \| Martina Ritter \| Autriche \| Drops \| + 1 min 43 s \| \| 5e \| Mavi García \| Espagne \| Bizkaia-Durango \| + 2 min 06 s \| \| 6e \| Nikola Nosková \| Tchéquie \| BePink Cogeas \| + 2 min 38 s \| \| 7e \| Rachel Neylan \| Australie \| Orica-Scott \| + 2 min 39 s \| \| 8e \| Sara Poidevin \| Canada \| Rally Cycling \| + 2 min 56 s \| \| 9e \| Hanna Solovey \| Ukraine \| Parkhotel Valkenburg-Destil \| + 2 min 59 s \| \| 10e \| Flávia Oliveira \| Brésil \| Lares-Waowdeals Women \| + 4 min 07 s \| |                 |            |                             |                  |
| |                 |            |                             |                  |
| Source : ProCyclingStats |                 |            |                             |                  |
| Classement général |                 |            |                             |                  |
| Coureuse | Coureuse        | Pays       | Équipe                      | Temps            |
| 1re | Lucy Kennedy    | Australie  | High5 Dream Team            | 19 h 20 min 04 s |
| 2e | Hanna Nilsson   | Suède      | BTC City Ljubljana          | + 30 s           |
| 3e | Leah Thomas     | États-Unis | Sho-Air Twenty20            | + 1 min 15 s     |
| 4e | Martina Ritter  | Autriche   | Drops                       | + 1 min 43 s     |
| 5e | Mavi García     | Espagne    | Bizkaia-Durango             | + 2 min 06 s     |
| 6e | Nikola Nosková  | Tchéquie   | BePink Cogeas               | + 2 min 38 s     |
| 7e | Rachel Neylan   | Australie  | Orica-Scott                 | + 2 min 39 s     |
| 8e | Sara Poidevin   | Canada     | Rally Cycling               | + 2 min 56 s     |
| 9e | Hanna Solovey   | Ukraine    | Parkhotel Valkenburg-Destil | + 2 min 59 s     |
| 10e | Flávia Oliveira | Brésil     | Lares-Waowdeals Women       | + 4 min 07 s     |

### Points UCI
| Position,          | 1er | 2e | 3e | 4e | 5e | 6e | 7e | 8e | 9e | 10e |
| Classement général | 40  | 30 | 16 | 12 | 10 | 8  | 6  | 3  | 2  | 1   |
| Par étape          | 8   | 5  | 3  | 1  |    |    |    |    |    |     |
| Leader, par étape  | 2   |    |    |    |    |    |    |    |    |     |

### Classements annexes

#### Classement par points
| Classement par points | Classement par points | Classement par points | Classement par points     | Classement par points |
| Coureuse              | Coureuse              | Pays                  | Équipe                    | Points                |
| --------------------- | --------------------- | --------------------- | ------------------------- | --------------------- |
| 1re                   | Lucy Kennedy          | Australie             | High5 Dream Team          | 38 pts                |
| 2e                    | Silvia Valsecchi      | Italie                | BePink Cogeas             | 25 pts                |
| 3e                    | Lauren Stephens       | États-Unis            | Tibco-Silicon Valley Bank | 24 pts                |

#### Classement de la meilleure grimpeuse
| Classement de la meilleure grimpeuse | Classement de la meilleure grimpeuse | Classement de la meilleure grimpeuse | Classement de la meilleure grimpeuse | Classement de la meilleure grimpeuse |
| ------------------------------------ | ------------------------------------ | ------------------------------------ | ------------------------------------ | ------------------------------------ |
|                                      | Coureur                              | Pays                                 | Équipe                               | Point(s)                             |
| 1er                                  | Hanna Nilsson                        | Suède                                | BTC City Ljubljana                   | 65 points                            |
| 2e                                   | Danielle Christmas                   | Royaume-Uni                          | Jos Ferron                           | 47 pts                               |
| 3e                                   | Nikola Noskova                       | Tchéquie                             | Bepink                               | 36 pts                               |
| modifier                             |                                      |                                      |                                      |                                      |

#### Classement de la meilleure jeune
| Classement de la meilleure jeune | Classement de la meilleure jeune | Classement de la meilleure jeune | Classement de la meilleure jeune | Classement de la meilleure jeune |
|                                  | Coureur                          | Pays                             | Équipe                           | Temps                            |
| -------------------------------- | -------------------------------- | -------------------------------- | -------------------------------- | -------------------------------- |
| 1er                              | Nikola Noskova                   | Tchéquie                         | Bepink                           | en 19 h 22 min 42 s              |
| 2e                               | Sara Poidevin                    | Canada                           | Bepink                           | +18 s                            |
| 3e                               | Annabelle Dreville               | France                           | Équipe de France                 | +7 min 12 s                      |
| modifier                         |                                  |                                  |                                  |                                  |

#### Classement des sprints
| Classement des sprints | Classement des sprints | Classement des sprints | Classement des sprints | Classement des sprints |
| ---------------------- | ---------------------- | ---------------------- | ---------------------- | ---------------------- |
|                        | Coureur                | Pays                   | Équipe                 | Point(s)               |
| 1er                    | Alison Jackson         | Canada                 | Bepink                 | 31 points              |
| 2e                     | Nicole Hanselmann      | Suisse                 | Équipe de Suisse       | 13 pts                 |
| 3e                     | Silvia Valsecchi       | Italie                 | Bepink                 | 10 pts                 |
| modifier               |                        |                        |                        |                        |

#### Classement du combiné
| Classement par points | Classement par points | Classement par points | Classement par points | Classement par points |
| --------------------- | --------------------- | --------------------- | --------------------- | --------------------- |
|                       | Coureur               | Pays                  | Équipe                | Point(s)              |
| 1er                   | Leah Thomas           | États-Unis            | YRDP                  | 13 points             |
| 2e                    | Martina Ritter        | Autriche              | Mix Inter             | 27 pts                |
| 3e                    | Nikola Noskova        | Tchéquie              | Bepink                | 27 pts                |
| modifier              |                       |                       |                       |                       |

#### Classement de la meilleure équipe
| Classement par équipes | Classement par équipes                   | Classement par équipes | Classement par équipes |
| Équipe                 | Équipe                                   | Pays                   | Temps                  |
| ---------------------- | ---------------------------------------- | ---------------------- | ---------------------- |
| 1re                    | Australie                                | Australie              | 58 h 08 min 37 s       |
| 2e                     | BePink Cogeas                            | Italie                 | + 3 min 05 s           |
| 3e                     | Parkhotel Valkenburg-Destil Cycling Team | Pays-Bas               | + 23 min 45 s          |

## Évolution des classements
| Étape            | Vainqueur            | Classement général  | Classement par points | Classement de la montagne | Classement du combiné | Classement de la meilleure jeune | Classement des sprints  | Classement de la meilleure équipe |
| ---------------- | -------------------- | ------------------- | --------------------- | ------------------------- | --------------------- | -------------------------------- | ----------------------- | --------------------------------- |
| 1                | Katarzyna Pawłowska  | Katarzyna Pawłowska | Katarzyna Pawłowska   | Nikola Noskova            | Alison Jackson        | Ramona Forchini                  | Ramona Forchini         | Bepink                            |
| 2                | Katarzyna Pawłowska  | Katarzyna Pawłowska | Katarzyna Pawłowska   | Danielle Christmas        | Alison Jackson        | Ramona Forchini                  | Ramona Forchini         | Bepink                            |
| 3a               | Lauren Stephens      | Lauren Stephens     | Katarzyna Pawłowska   | Danielle Christmas        | Lauren Stephens       | Ramona Forchini                  | Ramona Forchini         | Tibco-SVB                         |
| 3b               | Silvia Valsecchi     | Lauren Stephens     | Katarzyna Pawłowska   | Danielle Christmas        | Lauren Stephens       | Ramona Forchini                  | Ramona Forchini         | Bepink                            |
| 4                | Jessica Pratt        | Lauren Stephens     | Katarzyna Pawłowska   | Danielle Christmas        | Lauren Stephens       | Annabelle Dreville               | Ramona Forchini         | Australie                         |
| 5                | Lucy Kennedy         | Lucy Kennedy        | Lucy Kennedy          | Hanna Nilsson             | Leah Thomas           | Nikola Noskova                   | Maria Vittoria Sperotto | Australie                         |
| 6                | Pauliena Rooijakkers | Lucy Kennedy        | Lucy Kennedy          | Hanna Nilsson             | Leah Thomas           | Nikola Noskova                   | Alison Jackson          | Australie                         |
| Classement final | Classement final     | Lucy Kennedy        | Lucy Kennedy          | Hanna Nilsson             | Leah Thomas           | Nikola Noskova                   | Alison Jackson          | Australie                         |

## Liste des participantes
| Légende                                | Légende                                                                                              | Légende                          | Légende |
| -------------------------------------- | --- | -------------------------------- | --- |
| Num                                    | Dossard de départ porté par la coureuse sur ce Tour cycliste féminin international de l'Ardèche      | Pos                              | Position finale au classement général                                                                           |
| Leader du classement général           | Indique la vainqueur du classement général                                                           | Leader du classement par points  | Indique la vainqueur du classement par points                                                                   |
| Leader du classement de la montagne    | Indique la vainqueur du classement de la montagne                                                    | Leader du classement des sprints | Indique la vainqueur du classement des sprints                                                                  |
| Leader du classement du meilleur jeune | Indique la vainqueur du classement de la meilleure jeune                                             |                                  | Indique un maillot de champion national ou mondial, suivi de sa spécialité                                      |
| #                                      | Indique la meilleure équipe                                                                          | NP                               | Indique une coureuse qui n'a pas pris le départ d'une étape, suivi du numéro de l'étape où elle s'est retirée   |
| AB                                     | Indique une coureuse qui n'a pas terminé une étape, suivi du numéro de l'étape où elle s'est retirée | HD                               | Indique un coureuse qui a terminé une étape hors des délais, suivi du numéro de l'étape                         |
| DSQ                                    | Indique un coureur qui a été disqualifié de la course, suivi du numéro de l'étape                    | *                                | Indique un coureuse en lice pour le classement de la meilleure jeune (coureuses nées après le 1er janvier 1994) |

| YRDP                           | YRDP                    | YRDP |
| ------------------------------ | ----------------------- | ---- |
| Num                            | Coureur                 | Pos  |
| 1                              | Flávia Oliveira (BRA)   | 10e  |
| 2                              | Justine Barrow (AUS)    | 40e  |
| 3                              | Aurélie Halbwachs (MRI) | 61e  |
| 4                              | Natalie Kerwin (NZL)    | AB-4 |
| 5                              | Claire Rose (GBR)       | AB-5 |
| 6                              | Leah Thomas (USA)       | 3e   |
| Directeur sportif : Rene Groot |                         |      |

| Équipe de France                       | Équipe de France         | Équipe de France |
| -------------------------------------- | ------------------------ | ---------------- |
| Num                                    | Coureur                  | Pos              |
| 11                                     | Séverine Eraud (FRA)     | NP-5             |
| 12                                     | Annabelle Dreville (FRA) | 14e              |
| 13                                     | Greta Richioud (FRA)     | 27e              |
| 14                                     | Victorie Guilman (FRA)   | 22e              |
| 15                                     | Marie Gielen (FRA)       | AB-4             |
| 16                                     | Fanny Zambon (FRA)       | 54e              |
| Directeur sportif : Jérémie Fromonteil |                          |                  |

| Équipe de Russie                    | Équipe de Russie          | Équipe de Russie |
| ----------------------------------- | ------------------------- | ---------------- |
| Num                                 | Coureur                   | Pos              |
| 21                                  | Elizaveta Oshurkova (RUS) | 33e              |
| 22                                  | Galina Chernyshova (RUS)  | 43e              |
| 23                                  | Olga Dobrynina (RUS)      | 57e              |
| 24                                  | Olga Deyko (RUS)          | DSQ-5            |
| 25                                  | Irina Zurba (RUS)         | 55e              |
| Directeur sportif : Robert Abramyan |                           |                  |

| Équipe de Pologne                 | Équipe de Pologne          | Équipe de Pologne |
| --------------------------------- | -------------------------- | ----------------- |
| Num                               | Coureur                    | Pos               |
| 31                                | Katarzyna Pawłowska (POL)  | NP-5              |
| 32                                | Monika Graczewska (POL)    | AB-4              |
| 33                                | Karolina Perekitko (POL)   | NP-6              |
| 34                                | Dorota Przezak (POL)       | AB-6              |
| 35                                | Klaudia Radziszewska (POL) | NP-6              |
| Directeur sportif : Mariusz Mazur |                            |                   |

| Équipe d'Australie#               | Équipe d'Australie#   | Équipe d'Australie# |
| --------------------------------- | --------------------- | ------------------- |
| Num                               | Coureur               | Pos                 |
| 41                                | Rachel Neylan (AUS)   | 7e                  |
| 42                                | Lucy Kennedy (AUS)    | 1re                 |
| 43                                | Shannon Malseed (AUS) | 20e                 |
| 44                                | Grace Brown (AUS)     | 25e                 |
| 45                                | Jessica Pratt (AUS)   | 17e                 |
| Directeur sportif : Martin Barras |                       |                     |

| Équipe de Suisse                    | Équipe de Suisse                | Équipe de Suisse |
| ----------------------------------- | ------------------------------- | ---------------- |
| Num                                 | Coureur                         | Pos              |
| 51                                  | Nicole Hanselmann (SUI) (route) | 12e              |
| 52                                  | Ramona Forchini (SUI)           | DSQ-5            |
| 53                                  | Meret Zimmermann (SUI)          | 48e              |
| 54                                  | Selina Burch (SUI)              | AB-1             |
| 55                                  | Elise Chabbey (SUI)             | 36e              |
| Directeur sportif : Michael Wuermli |                                 |                  |

| Équipe d'Espagne                          | Équipe d'Espagne                | Équipe d'Espagne |
| ----------------------------------------- | ------------------------------- | ---------------- |
| Num                                       | Coureur                         | Pos              |
| 61                                        | Elisabet Escursell Valero (ESP) | 68e              |
| 62                                        | Margarita Victoria García (ESP) | 5e               |
| 63                                        | Eider Merino (ESP)              | NP-5             |
| 64                                        | Lorena Llamas (ESP)             | 13e              |
| 65                                        | Aida Nuño Palacio (ESP)         | AB-5             |
| 66                                        | Merce Pacios Pujado (ESP)       | 45e              |
| Directeur sportif : Arieta Ramon Gonzalez |                                 |                  |

| Équipe de Thaïlande                  | Équipe de Thaïlande     | Équipe de Thaïlande |
| ------------------------------------ | ----------------------- | ------------------- |
| Num                                  | Coureur                 | Pos                 |
| 81                                   | Chanpeng Nontasin (THA) | 72e                 |
| 82                                   | Wilaiwan Kunlapha (THA) | 74e                 |
| 83                                   | Supuksorn Nuntana (THA) | 75e                 |
| 84                                   | Suthima Sopa (THA)      | 60e                 |
| 85                                   | Phetdarin Somrat (THA)  |                     |
| 86                                   | Piyatida Thitjan (THA)  | 76e                 |
| Directeur sportif : Wisut Kasiyaphat |                         |                     |

| Centre mondial du cyclisme                    | Centre mondial du cyclisme | Centre mondial du cyclisme |
| --------------------------------------------- | -------------------------- | -------------------------- |
| Num                                           | Coureur                    | Pos                        |
| 101                                           | Selam Amhaeth (ETH)        | AB-4                       |
| 102                                           | Brenda Santoyo (MEX)       | 66e                        |
| 103                                           | Paula Patiño (COL)         | 21e                        |
| 105                                           | Agua Marina Espinola (PAR) | 24e                        |
| 106                                           | Eyeru Tesfoam Gebru (ETH)  |                            |
| Directeur sportif : Tablas Alejandro Gonzalez |                            |                            |

| Bepink BPK | Bepink BPK                    | Bepink BPK |
| ---------- | ----------------------------- | ---------- |
| Num        | Coureur                       | Pos        |
| 111        | Alison Jackson (CAN)          | 30e        |
| 112        | Silvia Valsecchi (ITA)        | 15e        |
| 113        | Maria Vittoria Sperotto (ITA) | AB-6       |
| 114        | Nikola Noskova (CZE) (route)  | 6e         |
| 115        | Erica Magnaldi (ITA)          | 16e        |
| 116        | Sara Poidevin (CAN)           | 8e         |

| BTC City Ljubljana BTC            | BTC City Ljubljana BTC | BTC City Ljubljana BTC |
| --------------------------------- | ---------------------- | ---------------------- |
| Num                               | Coureur                | Pos                    |
| 121                               | Hanna Nilsson (SWE)    | 2e                     |
| 122                               | Urška Žigart (SLO)     | 51e                    |
| 123                               | Hajdi Zajc (SLO)       | 64e                    |
| 124                               | Ursa Pintar (SLO)      | 18e                    |
| 125                               | Karin Penko (SLO)      | 56e                    |
| 126                               | Corinna Lechner (GER)  | 28e                    |
| Directeur sportif : Martin Krasek |                        |                        |

| Tibco-Silicon Valley Bank TIB     | Tibco-Silicon Valley Bank TIB | Tibco-Silicon Valley Bank TIB |
| --------------------------------- | ----------------------------- | ----------------------------- |
| Num                               | Coureur                       | Pos                           |
| 131                               | Lex Albrecht (CAN)            | 34e                           |
| 132                               | Kathryn Buss (USA)            | 29e                           |
| 133                               | Kathrin Hammes (GER)          | 35e                           |
| 135                               | Lauren Stephens (USA)         | 11e                           |
| 136                               | Brianna Walle (USA)           | 53e                           |
| Directeur sportif : Edward Beamon |                               |                               |

| Swaboladies | Swaboladies              | Swaboladies |
| ----------- | ------------------------ | ----------- |
| Num         | Coureur                  | Pos         |
| 151         | Bonne Knibbe (NED)       | NP-4        |
| 152         | Henrietta Colborne (GBR) | 32e         |
| 153         | Kimberly Nieuwerth (NED) | NP-5        |
| 154         | Marissa Baks (NED)       | 44e         |
| 155         | Sofie Van Horik (NED)    | 71e         |
| 156         | Melanie Klement (NED)    | 67e         |

| Parkhotel Valkenburg-Destil PVD | Parkhotel Valkenburg-Destil PVD | Parkhotel Valkenburg-Destil PVD |
| ------------------------------- | ------------------------------- | ------------------------------- |
| Num                             | Coureur                         | Pos                             |
| 161                             | Aafke Soet (NED)                | 42e                             |
| 162                             | Nicole Steigenga (NED)          | 49e                             |
| 163                             | Nina Buysman (NED)              | 19e                             |
| 164                             | Pauliena Rooijakkers (NED)      | 23e                             |
| 165                             | Esther van Veen (NED)           | DSQ-5                           |
| 166                             | Hanna Solovey (UKR)             |                                 |
| Directeur sportif : Raymond Rol |                                 |                                 |

| Jos Feron Ladies Force               | Jos Feron Ladies Force   | Jos Feron Ladies Force |
| ------------------------------------ | ------------------------ | ---------------------- |
| Num                                  | Coureur                  | Pos                    |
| 171                                  | Senna Feron (NED)        | 50e                    |
| 172                                  | Nancy van den Burg (NED) | DSQ-5                  |
| 173                                  | Danielle Christmas (GBR) | 31e                    |
| 174                                  | Liisa Ehrberg (EST)      | 52e                    |
| 175                                  | Celine van Houtun (NED)  | AB-6                   |
| 176                                  | Avital Gez (ISR)         | 70e                    |
| Directeur sportif : Gerrie Sijnesael |                          |                        |

| Crédit Mutuel                          | Crédit Mutuel               | Crédit Mutuel |
| -------------------------------------- | --------------------------- | ------------- |
| Num                                    | Coureur                     | Pos           |
| 181                                    | Marjolaine Bazin (FRA)      | 26e           |
| 182                                    | Veronica Kormos (HUN)       | NP-5          |
| 183                                    | Bérengère Staelens (FRA)    | 47e           |
| 184                                    | Kim Johanna Kohlmeyer (GER) |               |
| 185                                    | Fanny Leleu (FRA)           |               |
| 186                                    | Melanie Amann (AUT)         | AB-1          |
| Directeur sportif : Jean-Pierre Coinon |                             |               |

| DN Biofrais | DN Biofrais             | DN Biofrais |
| ----------- | ----------------------- | ----------- |
| Num         | Coureur                 | Pos         |
| 191         | Laura Asencio (FRA)     | 38e         |
| 192         | Loriane Ceyssat (FRA)   | 58e         |
| 193         | Morgane Coston (FRA)    | AB-5        |
| 194         | Maëlle Grossetête (FRA) | AB-5        |
| 195         | Marion Sicot (FRA)      | DSQ-5       |
| 196         | Manon Souyris (FRA)     | 39e         |

| Mixte Internationale                 | Mixte Internationale         | Mixte Internationale |
| ------------------------------------ | ---------------------------- | -------------------- |
| Num                                  | Coureur                      | Pos                  |
| 201                                  | Martina Ritter (AUT) (route) | 4e                   |
| 202                                  | Hayley Simmonds (GBR)        | NP-4                 |
| 203                                  | Emily Rodger (CAN)           | AB-1                 |
| 204                                  | Melissa Brand (GBR)          | 63e                  |
| 206                                  | Maxine Filby (GBR)           | 73e                  |
| Directeur sportif : Caroline Stewart |                              |                      |

| Lares-Waowdeals LWW             | Lares-Waowdeals LWW       | Lares-Waowdeals LWW |
| ------------------------------- | ------------------------- | ------------------- |
| Num                             | Coureur                   | Pos                 |
| 211                             | Lotte van Hoek (NED)      | AB-4                |
| 212                             | Amélie Rivat (FRA)        | NP-4                |
| 213                             | Maggie Coles-Lyster (CAN) | NP-5                |
| 214                             | Marion Bessone (FRA)      | 41e                 |
| 215                             | Esther Meisles (ISR)      | AB-1                |
| 216                             | Yumiko Goda (JPN)         | 46e                 |
| Directeur sportif : Marc Bracke |                           |                     |

Source.

## Présentation

### Comité d'organisation
Le Vélo Club Vallée du Rhône Ardéchoise organise la course. Le directeur de l'organisation est Alain Coureon et son adjoint est René Avogadro.

### Règlement de la course

#### Délais
Lors d'une course cycliste, les coureurs sont tenus d'arriver dans un laps de temps imparti à la suite du premier pour pouvoir être classés. Les délais prévus sont de 60 % pour la première et deuxième étape, 70 % pour la quatrième (3b) étape, 80 % pour la cinquième étape, 90 % pour les sixième et septième étape et 120 % pour la troisième étape.

#### Classements et bonifications
Le classement général individuel au temps est calculé par le cumul des temps enregistrés dans chacune des étapes parcourues. Le coureur qui est premier de ce classement est porteur du maillot rose. En cas d'égalité au temps, les centièmes de secondes des contre-la-montres sont comptabilisés. Ensuite, la somme des places obtenues sur chaque étape départage les concurrentes.

##### Classement par points
Le maillot vert, récompense le classement par points. Celui-ci se calcule selon le classement lors des arrivées d'étape.
Lors d'une arrivée d'étape, les dix première se voient accorder des points selon le décompte suivant : 15, 10, 8, 7, 6, 5, 4, 3, 2 et 1 point. En cas d'égalité, les coureurs sont prioritairement départagés par le nombre de victoires d'étapes. Si l'égalité persiste, le nombre de victoires à des sprints intermédiaires puis éventuellement la place obtenue au classement général entrent en compte. Pour être classé, un coureur doit avoir terminé la course dans les délais.

##### Classement de la meilleure grimpeuse
Le classement de la meilleure grimpeuse, ou classement des monts, est un classement spécifique basé sur les arrivées au sommet des ascensions répertoriées dans l'ensemble de la course. Elles sont classés en cinq catégories. Les ascensions de hors catégorie rapportent respectivement 15, 12, 10, 7, 5, 3, 2 et 1 points aux huit premières. Pour les ascensions de première catégorie, le barème est 10, 7, 5, 3, 2 et 1 points pour les six premières. Pour les ascensions de deuxième catégorie, le barème est 6, 4, 3, 2 et 1 points pour les cinq premières. Pour les ascensions de troisième catégorie, le barème est 3, 2 et 1 points pour les trois premières. Enfin les ascensions de quatrième catégorie rapporte un point à la première. Le premier du classement des monts est détenteur du maillot à pois. En cas d'égalité, les coureurs sont prioritairement départagés par le nombre de premières places aux sommets des ascension hors catégorie, puis première catégorie, puis de deuxième catégorie, etc. Si l'égalité persiste, le critère suivant est la place obtenue au classement général. Pour être classé, une coureuse doit avoir terminé la course dans les délais.

##### Classement des rushs
Le maillot rouge, récompense le classement des rushs. Celui-ci se calcule selon le classement lors de sprints intermédiaires. Les quatre premières coureurs des sprints intermédiaires reçoivent respectivement 5, 3, 2 et un point. En cas d'égalité, celle ayant le plus de première place s'impose. En case nouvelle égalité, le classement général départage les concurrentes.

##### Classement de la meilleure jeune
Le classement de la meilleure jeune ne concerne qu'une certaine catégorie de coureuses, celles étant âgées de moins de 23 ans. C'est-à-dire aux coureuses nées après le 1er janvier 1994. Ce classement, basé sur le classement général, attribue au premier un maillot blanc.

##### Classement du combiné
Le classement du combiné attribue un maillot bleu. La position des coureuses dans les classements suivants est prise en compte : classement général, classement des rushs et classement de la montagne. Les places des concurrentes dans ces différents classements sont additionnées. Celle ayant le moins de points mène le classement.

##### Classement par équipes
Le classement par équipes du jour s’établit par l’addition des trois meilleurs temps individuels de chaque équipe. En cas d’égalité, les équipes sont départagées par l’addition des places obtenues par leurs trois premiers coureurs de l’étape. En cas de nouvelle égalité, les équipes sont départagées par la place de leur meilleure coureuse au classement de l’étape.

##### Classement de la combativité
À l'issue de chaque étape, un jury constitué de quatre personnes attribue à la coureuse ayant le plus mérité, le trophée de la combativité.

##### Répartition des maillots
Chaque coureuse en tête d'un classement est porteuse du maillot ou du dossard distinctif correspondant. Cependant, dans le cas où une coureuse dominerait plusieurs classements, celle-ci ne porte qu'un seul maillot distinctif, selon une priorité de classements. Le classement général au temps est le classement prioritaire, suivi du classement par points, du classement général du meilleur grimpeur, de celui des rushs, de celui du combiné et du classement de la meilleure jeune. Si ce cas de figure se produit, le maillot correspondant au classement annexe de priorité inférieure n'est pas porté par celui qui domine ce classement mais par son deuxième.

#### Primes
Les étapes permettent de remporter les primes suivantes :
| Position | 1er   | 2e    | 3e    | 4e    | 5e    | 6e   | 7e   | 8e   | 9e   | 10e  |
| Prix     | 500 € | 300 € | 200 € | 150 € | 100 € | 80 € | 70 € | 60 € | 50 € | 50 € |

Les coureuses classées de la 11e à la 15e place gagnent 40 €, celles classées de la 16e à la 20e place gagnent 30 €.
Pour les demi-étapes le barème est le suivant :
| Position | 1er   | 2e    | 3e    | 4e   | 5e   | 6e   | 7e   | 8e   | 9e   | 10e  |
| Prix     | 250 € | 200 € | 100 € | 80 € | 70 € | 60 € | 50 € | 50 € | 40 € | 40 € |

Les coureuses classées de la 11e à la 12e place gagnent 40 €, celles de la 13e à 15e place 30 €.
Le classement général final attribue les sommes suivantes :
| Position | 1er   | 2e    | 3e    | 4e    | 5e    | 6e    | 7e    | 8e   | 9e   | 10e  |
| Prix     | 800 € | 500 € | 300 € | 200 € | 150 € | 120 € | 100 € | 80 € | 70 € | 60 € |

Les coureuses classées de la 11e à la 15e place gagnent 50 €, celles classées de 16e à la 20e place 30 €.

#### Prix
Le classement de la montagne final attribue les sommes suivantes :
| Position | 1er   | 2e   | 3e   | 4e   | 5e   | 6e   | 7e   | 8e   | 9e  | 10e |
| Prix     | 120 € | 90 € | 70 € | 60 € | 50 € | 40 € | 40 € | 30 € | 0 € | 0 € |

Les rushs rapportent cinq euros par point.
Le classement de la meilleure jeune et celui du combiné attribuent les sommes suivantes :
| Position | 1er   | 2e    | 3e   | 4e   | 5e   | 6e   | 7e  | 8e  | 9e  | 10e |
| Prix     | 120 € | 100 € | 90 € | 80 € | 70 € | 40 € | 0 € | 0 € | 0 € | 0 € |

Le classement par points attribue les sommes suivantes :
| Position | 1er  | 2e   | 3e   | 4e   | 5e   | 6e  | 7e  | 8e  | 9e  | 10e |
| Prix     | 80 € | 50 € | 30 € | 20 € | 20 € | 0 € | 0 € | 0 € | 0 € | 0 € |

Le classement par équipes attribue les sommes suivantes :
| Position | 1er   | 2e    | 3e   | 4e   | 5e  | 6e  | 7e  | 8e  | 9e  | 10e |
| Prix     | 210 € | 150 € | 90 € | 50 € | 0 € | 0 € | 0 € | 0 € | 0 € | 0 € |

Le prix de la combativité donne le droit à panier de produit du terroir chaque jour.